# Zounoud
Zounoud est un village de la région de Şəki en Azerbaïdjan.

## Géographie
Le village de Zounoud de la région de Şəki est situé dans la circonscription administrative du village de Zounoud.

## Économie
La principale occupation de la population du village est l'élevage, le jardinage et l'agriculture.

## Population
Selon les statistiques de 2009, la population du village est de 1600 personnes.

## Culture
Il y a un caravansérail et un ancien cimetière dans le village.